# ミドリ (文具)
ミドリは、東京都渋谷区に本社、千葉県に物流倉庫を置く、文具メーカー・株式会社デザインフィルのブランド名。会社名を併記し、デザインフィル ミドリカンパニーとも表記される。

## 商品展開
レターセットやノートなど、紙製品を中心にステーショナリーを製造、販売している。MD用紙を使用した手帳・便箋・葉書、写真を表紙に用いたA5カラーノートが人気である。2010年には「ディークリップス」という動物型のクリップが発売され、現在も人気を博す。発売当時からの人気商品として「リングメモ」「やることメモ」。
1971年発売「グルービーケース」は大ヒットとなり、1988年まで発売。
息の長い人気商品として「オジサン」キャラクターのついたシリーズがある。

## 運営会社の概要
- 設立　1950年
- 資本金　2億34万円
- 大株主　大日本印刷、日本製紙グループ本社等

グループ企業として1999年創業、本社は東京都千代田区の株式会社エムディーエスがある。
その他の事業として、かつては東京・自由が丘や大阪・なんばパークス、イオンモール堺北花田に実店舗として雑貨店「SHALA」を出店し、和風文具やアクセサリーなどを店頭で販売。その後、ネット販売を中心とした運営に移行。